# Asia Argento

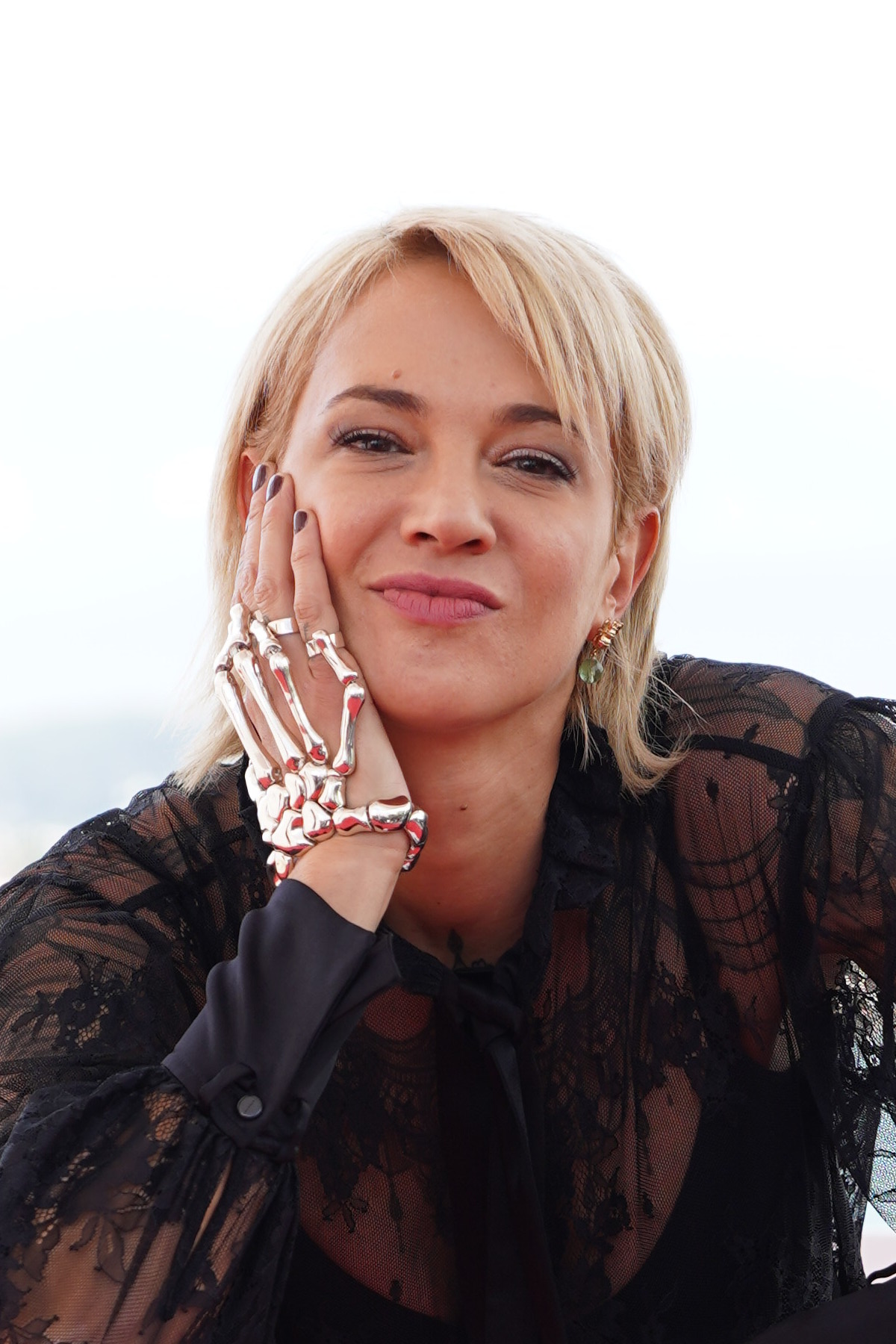
Asia Argento (2019)

Asia Argento ([ˈaːzja arˈdʒento] * 20. September 1975 in Rom als Aria Maria Vittoria Rossa Argento) ist eine italienische Schauspielerin, Filmregisseurin und Drehbuchautorin.

## Leben und Karriere

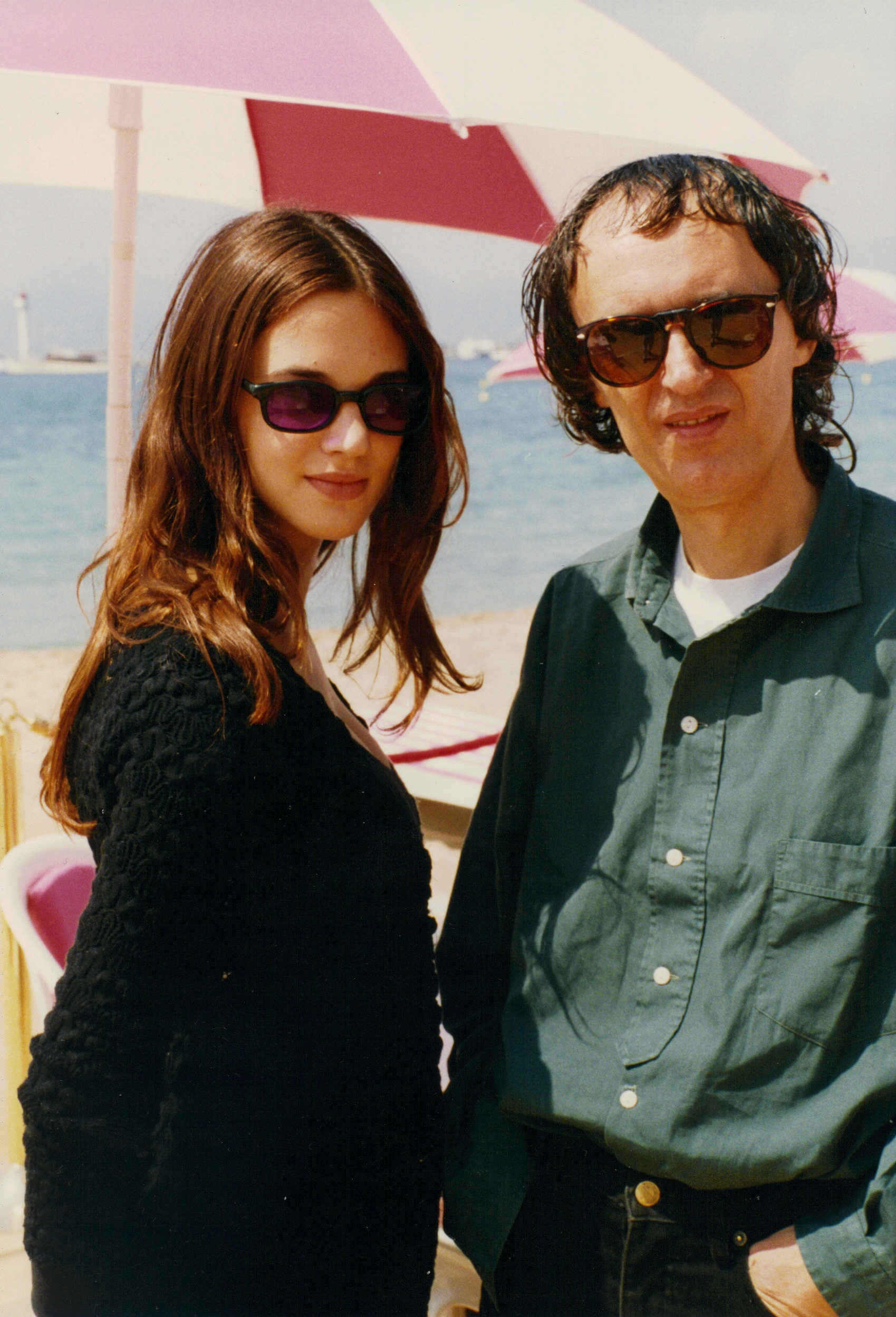
Argento und ihr Vater Dario 1993 bei den Internationalen Filmfestspielen von Cannes

Asia Argento ist die Tochter des Regisseurs Dario Argento und der Schauspielerin Daria Nicolodi, Enkelin des italienischen Filmproduzenten Salvatore Argento und Ur-Enkelin des Komponisten und Musikkritikers Alfredo Casella.
1984, im Alter von neun Jahren, debütierte Argento mit einer Nebenrolle in dem Fernsehfilm The Return of Guerriero. Bis 1989 arbeitete sie als Kinderschauspielerin. 1988 erhielt sie ihre erste Hauptrolle: in dem Film Zoo spielte sie die Tochter eines Zoowärters, die sich mit einem Roma-Jungen anfreundet und mit diesem auf einem Elefanten flüchtet, als die Polizei den Jungen sucht.
Sie erhielt zweimal den italienischen Filmpreis David di Donatello in der Kategorie Beste Schauspielerin: 1994 für ihre Leistung in Perdiamoci di vista!, 1997 für Compagna di viaggio.
Seit 1994 dreht Argento zudem als Regisseurin Dokumentar- und Kurzfilme, seit 1999 (Scarlet Diva; auch Drehbuchautorin und Hauptdarstellerin) auch Spielfilme. Damit war sie zu diesem Zeitpunkt die jüngste Filmregisseurin Italiens. 2014 entstand mit Missverstanden ihr dritter Langfilm.
Argento veröffentlichte einige Kurzgeschichten und 1999 ihren ersten Roman (I love you Kirk), der in mehrere Sprachen übersetzt wurde. 2009 wurde sie in die Wettbewerbsjury der 62. Internationalen Filmfestspiele von Cannes berufen.
2015 gab sie bekannt, sie gebe ihre Schauspielkarriere auf und wolle vor allem als Regisseurin arbeiten.
Argento trat auch als Musikerin in Erscheinung, häufig in Zusammenarbeit mit avantgardistischen Projekten elektronischer Tanzmusik. Als Sängerin bekannt wurde sie größeren Kreisen 2008, nach einem Duett mit dem Placebo-Sänger Brian Molko, mit dem sie den Klassiker Je t’aime … moi non plus sang. Mit dem portugiesischen Musiker The Legendary Tigerman nahm sie 2009 zwei Stücke für sein Femina-Album auf und spielte an seiner Seite im Video zum Stück My Stomach Is the Most Violent of All Italy, das sie mit Tigerman zusammen schrieb.
Im Januar 2019 gab sie ihr Debüt als Model und trat in Paris für den italienischen Designer Antonio Grimaldi auf.
Neben ihrer Muttersprache spricht Argento auch Französisch und Englisch. Von 2000 bis 2006 war sie mit dem italienischen Sängerkollegen Marco Castoldi liiert. Aus dieser Partnerschaft stammt eine Tochter. Von 2008 bis 2013 war sie mit dem Filmemacher Michele Civetta verheiratet, mit dem sie einen Sohn hat. Ab 2017 war sie mit dem Fernsehkoch Anthony Bourdain liiert, der im Juni 2018 Suizid beging.

## #MeToo
Argento ist seit 2017 eine der Hauptakteurinnen der #MeToo-Bewegung. Sie gehörte 2017 zu den ersten Schauspielerinnen, die im Rahmen von #MeToo Vorwürfe gegen den Filmproduzenten Harvey Weinstein erhoben. Argento behauptete, dass Weinstein sie 1997 während der Internationalen Filmfestspiele von Cannes in seinem Hotelzimmer sexuell genötigt habe, als sie 21 Jahre alt war.
2018 geriet sie selbst in die Kritik, als ihr vorgeworfen wurde, sie habe im Jahr 2013 den damals minderjährigen Jimmy Bennett sexuell genötigt.

## Vorwurf des sexuellen Missbrauchs von Jimmy Bennett
Im August 2018 berichtete die New York Times, dass Argento im Jahr 2013 den damals 17-jährigen Schauspieler Jimmy Bennett in einem Hotelzimmer im US-Bundesstaat Kalifornien sexuell genötigt haben soll. Das Schutzalter für sexuelle Kontakte in Kalifornien beläuft sich auf 18 Jahre. Bennett hatte in Argentos Film The Heart Is Deceitful Above All Things von 2004 ihren Sohn gespielt.
Im April 2018 soll Argento der New York Times zufolge den Betrag von 380.000 US-Dollar an Bennett gezahlt haben, um einen Gerichtsprozess zu vermeiden. Die Behauptungen der Reporter basieren auf belastenden Dokumenten, die anonym und in einer verschlüsselten E-Mail eingesandt worden waren. Aus den Dokumenten geht der Vergleich zwischen den Anwälten über die genannte Summe hervor. Im Gegenzug soll das Copyright an einem auf den 9. Mai 2013 datierten Selfie-Foto, welches Argento und Bennett gemeinsam im Bett zeigt, an Argento gegangen sein. Drei mit dem Fall vertraute Personen stuften die Dokumente als authentisch ein.
Daraufhin begann eine öffentliche Diskussion der Anschuldigungen und über Argento als eine der Hauptakteurinnen der #MeToo-Bewegung. Im Fokus steht ihre Person, aber auch die Bewegung selbst. Argento wies die Vorwürfe zurück und deutete stattdessen einen Erpressungsversuch vonseiten Bennetts an. Die italienische Castingshow X Factor trennte sich nach dem Skandal von Asia Argento, die dort zu der Zeit in der Jury saß. Desgleichen zog CNN zwei Folgen der Reise- und Food-Show Anthony Bourdain: Parts Unknown zurück, in denen auch sie zu sehen war. Ende August 2018 forderte die Schauspielerin Rose McGowan ihre Mitstreiterin im Weinstein-Skandal in einem offenen Brief auf, ehrlich mit den Vorwürfen umzugehen („Be honest. Be fair. Let justice stay its course.“), was Argento wiederum wenige Wochen später dazu veranlasste, McGowan unter anderem wegen Verleumdung rechtlich belangen zu lassen. Ende September räumte Argento in einem TV-Interview entgegen ihren vorherigen Schilderungen ein, tatsächlich Sex mit Bennett gehabt zu haben. Die Initiative dazu sei laut Argento von ihm ausgegangen. Bennett blieb bei seiner Aussage, dass er von Argento zum Sex genötigt worden sei.

## Filmografie (Auswahl)

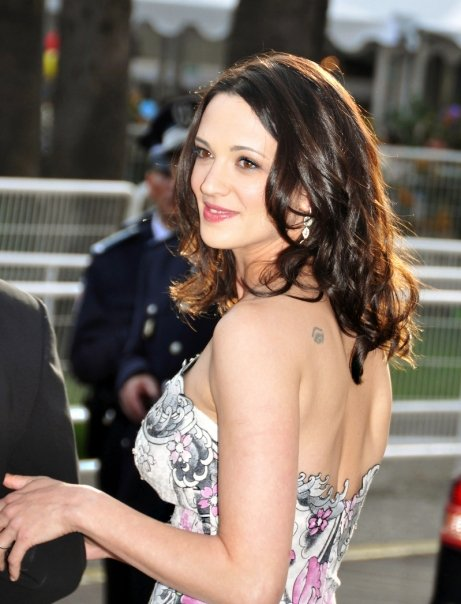
Argento bei den Internationalen Filmfestspielen von Cannes 2009

- 1986: Dämonen (Demoni 2 – L’incubo ritorna)
- 1988: Sehnsucht nach Freiheit (Zoo)
- 1989: The Church (La chiesa)
- 1989: Wasserball und Kommunismus (Palombella rossa)
- 1992: Endstation Mord (Le amiche del cuore)
- 1993: Aura (Trauma)
- 1994: Die Bartholomäusnacht (La reine Margot)
- 1994: Perdiamoci di vista!
- 1996: Die Reisegefährtin (Compagna di viaggio)
- 1996: The Stendhal Syndrome (La sindrome di Stendhal)
- 1998: B. Monkey
- 1998: New Rose Hotel
- 1998: Das Phantom der Oper (Il fantasma dell’opera)
- 1998: Abel/Asia
- 2000: Scarlet Diva (Scarlet diva) (auch Drehbuch und Regie)
- 2000: Les Misérables – Gefangene des Schicksals (Les misérables)
- 2000: Love Bites (Les morsures de l’aube)
- 2002: Ginostra
- 2002: Red Siren (La sirène rouge)
- 2002: xXx – Triple X (xXx)
- 2004: The Heart Is Deceitful Above All Things (auch Regie und Drehbuch)
- 2004: The Keeper
- 2005: Land of the Dead (George A Romero’s Land of the Dead)
- 2005: Last Days (Last Days)
- 2006: Marie Antoinette
- 2006: Transylvania
- 2006: Friendly Fire
- 2007: Die letzte Mätresse (Une vieille maîtresse)
- 2007: Boarding Gate
- 2007: Go Go Tales
- 2007: The Mother of Tears (La terza madre)
- 2009: Diamond 13 (Diamant 13)
- 2011: Cavalli
- 2011: Baciato dalla fortuna
- 2011: Isole
- 2011: Gli sfiorati
- 2011: Sangue caldo (Fernsehserie, 2 Folgen)
- 2012: Dario Argentos Dracula (Dracula 3D)
- 2012: Do Not Disturb
- 2013: The Voice Thief (Kurzfilm)
- 2013: Cadences obstinées
- 2014: Shongram
- 2014: Missverstanden (Incompresa, Regie und Drehbuch)
- 2014: Mafiosa (Fernsehserie, 6 Folgen)
- 2018: Alien Crystal Palace
- 2020: Agony (The Executrix)
- 2021: Sans soleil
- 2022: Vera
- 2022: Padre Pio
- 2022: Dark Glasses – Blinde Angst (Occhiali neri)
- 2023: Seule – Les dossiers Silvercloud
- 2023: Gigolò per caso (Fernsehserie, 5 Folgen)
- 2024: Romeo è Giulietta
- 2024: Jour de colère
- 2024: Drama Queens (Les Reines du drame)
- 2024: La Storia (Fernsehserie, 2 Folgen)
- 2024: Selon Joy

## Preise und Auszeichnungen
- 2014: Nominierung für Nastro d’Argento/Bestes Drehbuch für Incompresa.